# Municipio de Waverly (condado de Van Buren)
El municipio de Waverly (en inglés: Waverly Township) es un municipio ubicado en el condado de Van Buren en el estado estadounidense de Míchigan. En el año 2010 tenía una población de 2554 habitantes y una densidad poblacional de 28,65 personas por km².

## Geografía
El municipio de Waverly se encuentra ubicado en las coordenadas 42°17′17″N 85°56′9″O / 42.28806, -85.93583. Según la Oficina del Censo de los Estados Unidos, el municipio tiene una superficie total de 89.14 km², de la cual 88.37 km² corresponden a tierra firme y (0.86%) 0.77 km² es agua.

## Demografía
Según el censo de 2010, había 2554 personas residiendo en el municipio de Waverly. La densidad de población era de 28,65 hab./km². De los 2554 habitantes, el municipio de Waverly estaba compuesto por el 94.36% blancos, el 0.9% eran afroamericanos, el 0.39% eran amerindios, el 0.27% eran asiáticos, el 0.04% eran isleños del Pacífico, el 1.92% eran de otras razas y el 2.11% pertenecían a dos o más razas. Del total de la población el 4.82% eran hispanos o latinos de cualquier raza.